# Веригин, Виктор Иванович
Ви́ктор Ива́нович Вери́гин (16 января 1845 — 12 октября 1912) — русский архитектор, автор церковных и гражданских построек в Москве и Подмосковье.

## Биография
Родился в семье учителя Городского уездного училища титулярного советника Ивана Фёдоровича и Марии Ильиничны Веригиных. 21.01.1845 крещен в Троице-Грузинской церкви в Никитниках, что подтверждается метрической записью .
Учился в Московском дворцовом архитектурном училище, с 1865 года — в Московском училище живописи, ваяния и зодчества. В 1870 году получил звание классного художника архитектуры. Служил архитектором Московского попечительного о бедных комитета и архитектором Братолюбивого общества снабжения неимущих квартирами.
Имел награды: орден Святого Станислава 2-й степени (1882).

## Проекты и постройки
- Одиннадцать деревянных домов близ Набилковской богадельни, в которых размещались дешевые квартиры для нуждающихся (1870, Москва, Протопоповский переулок), не сохранились[4]. Заказчик строительства: Братолюбивое Общество в лице Председательницы княгини Надежды Борисовны.Трубецкой[5];
- Церковь Иконы Божией Матери Всех Скорбящих Радость при Троицкой больнице (1877, Москва, Пожарский переулок, 7)[6][7];
- Дом Императорского человеколюбивого общества. Приют для детей воинов, убитых на войне (1877—1878, Москва, Малый Златоустинский переулок, 4)[4];
- Перестройка церкви Успения Пресвятой Богородицы в Боголеповой Пустыни (1879, Московская область, Клинский район, урочище Боголепова Пустынь, в 1 км д. Высоково)[7][8];
- Доходный дом, совместно с П. В. (?) Михайловым (1880—1881, Москва, Старосадский переулок, 10, стр. 1)[9];
- Придел церкви Николая Чудотворца в Мясниках (1881, Москва, Мясницкая улица, перед домом 39), не сохранилась[7];
- Перестройка церкви Иконы Божией Матери Всех Скорбящих Радость на Калитниковском кладбище (1881, Москва, Большой Калитниковский проезд, 11)[7][10];
- Особняк купца И. Г. Урина (1882, Москва)[11].
- Больничный флигель при Набилковском училище на 1-й Мещанской улице (1883; не сохранился)[12];
- Трапезная церкви Софии Премудрости Божией, что в Средних Садовниках (1888—1893, Москва, Софийская набережная, 32, стр. 14)[13][7];
- Ограда церкви (1899, с. Пермилово Дмитровского уезда)[7];
- Подклет Грузинской Богоматери в Церкви Троицы в Никитниках (1903, Москва, Никитников переулок, 3)[7];
- Городская усадьба Деминых, совместно с Н. Д. Струковым, Е. И. Опуховским (кон. XIX — нач. XX вв., улица Казакова, 23), объект культурного наследия регионального значения[9]